# Réseau sans fil
 (novembre 2022).
Si vous disposez d'ouvrages ou d'articles de référence ou si vous connaissez des sites web de qualité traitant du thème abordé ici, merci de compléter l'article en donnant les références utiles à sa vérifiabilité et en les liant à la section « Notes et références ».
Un réseau sans fil est un réseau informatique numérique qui connecte différents postes ou systèmes entre eux par ondes radio. Il peut être associé à un réseau de télécommunications pour réaliser des interconnexions à distance entre nœuds.

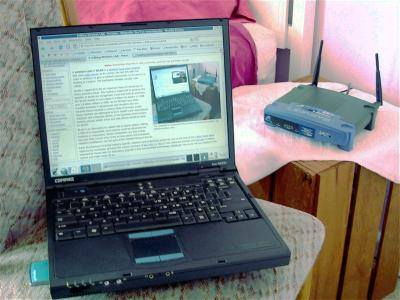
Ordinateur portable connecté par ondes radio via une carte PCMCIA à un routeur-point d'accès Wi-Fi.

## Historique
- 1896 : Guglielmo Marconi réalise les premières transmissions sans fil (télégraphie sans fil) après que Nikola Tesla a déposé les premiers brevets dans ce domaine.
- 1980 : invention d'Internet et des normes 802 de l'IEEE.

## Description
La norme la plus utilisée actuellement pour les réseaux sans fil est la norme IEEE 802.11, plus connue sous le nom de Wi-Fi.
Le rayonnement géographique des ondes est relativement limité étant donné la faible puissance d’émission des solutions matérielles actuelles. Pour cette raison, les réseaux sans fil se sont avant tout développés comme réseaux internes, propres à un bâtiment, soit comme réseau d’entreprise, soit comme réseau domestique.
Néanmoins, des projets de réalisation de réseaux à grande échelle ont vu le jour. Ainsi, certaines zones urbaines sont couvertes par des réseaux sans fil qui sont soit le fait d’entreprises spécialisées, soit d’associations d’individus. Ces réseaux sont appelés MAN, pour Metropolitan Area Network (« réseau urbain »). Des projets de mise en place de réseaux libres et amateurs ont vu le jour, souvent sous forme de réseau peer-to-peer (« pair à pair »), c’est-à-dire un réseau non centralisé, où chaque poste est autonome.

## Applications
Les réseaux sans fil constituent une alternative aux réseaux câblés. Leur compatibilité avec les réseaux câblés permet également de les y ajouter comme extensions. 

### Cas d'utilisations
Ils sont également utilisés dans les cas suivants : 
- Pour réaliser des réseaux temporaires, ou à mettre en place très rapidement (conférence, réunion).
- Pour permettre d'éviter de gros travaux de câblage dans des endroits où cela s'avère difficile ou même prohibé (Jussieu par exemple).
- Pour donner la possibilité de transmettre des données dans le cas d'applications mobiles (capteurs d'entreprises...).

### Différents types de réseaux
- Applications publiques (Hotspot)
- Réseaux métropolitains
- Réseaux Mesh : auto-reconfigurables, sans infrastructure, réseau de capteurs...
- Réseaux municipaux : réseau gérant la voix et les données, multi-services (utilisation publique et privée sur une même architecture)
- Transports publics

### Performances
Chaque standard diffère en fonction de la distance géographique couverte et est donc plus adapté qu'un autre selon les usages qu'il vise. Les performances d'un réseau sans fil permettent de supporter de nombreuses applications, notamment au niveau de la voix ou de la vidéo.
Cette technologie permet également d'anticiper des évolutions futures : par exemple, le réseau sans fil étant banalisé, il permet des extensions dynamiques via une configuration des réseaux hardware et software qui utilise des protocoles sophistiqués.

### Espace
L'espace est une autre caractéristique des réseaux sans fil. Ils offrent de nombreux avantages sur le plan de la communication pour les lieux difficiles à connecter : de part et d'autre d'une rue, d'une rive à une autre, un entrepôt éloigné des locaux principaux ou encore des immeubles physiquement séparés mais fonctionnant ensemble. 
Le réseau sans fil permet ainsi aux utilisateurs de tracer un périmètre au sein duquel ce même réseau sera en mesure de communiquer avec les autres appareils alentour.
Dans les maisons, l'espace se crée également par l'élimination des parasites des installations électriques.
Le réseau sans fil apporte donc une alternative aux réseaux physiques tels que les paires torsadées, les lignes coaxiales ou encore la fibre optique, parfois plus coûteux.

### Installation domestique
Pour les résidents de logement, le réseau sans fil est une alternative efficace au réseau Ethernet pour partager imprimantes, scanners et connexions haut débit. Le réseau WLAN se révèle plus économe en coût et en temps d'installation que les câbles et permet la mobilité des appareils connectés au réseau (PC portables, smartphones). Le réseau sans fil ne requiert par ailleurs qu'un point accès sans fil, directement connecté à Internet via un routeur.

## Réglementation
Plusieurs organismes gèrent la normalisation des réseaux et les bandes de fréquences attribuées aux réseaux sans fil, par exemple :
- l'organisme d'origine américaine Institute of Electrical and Electronics Engineers (IEEE), associé à la Federal Communications Commission (FCC)
- l'organisme européen European Telecommunications Standards Institute (ETSI).

Une fois les normes établies, des commissions attribuent les fréquences aux utilisateurs selon la taille des réseaux créés. 
En particulier la Federal Communications Commission (FCC) aux États-Unis et la Conférence Européenne des Postes et Télécommunications (CEPT) en Europe.
| Taille    | Normes définies par                               | Normes définies par             |
| du réseau | l'IEEE                                            | d'autres organismes             |
| --------- | ------------------------------------------------- | ------------------------------- |
| RAN       | IEEE 802.22                                       |                                 |
| WAN       | 3GPP2 (1X-eVDO CDMA), IEEE 802.20 et IEEE 802.16e | 3GPP (GPRS/UMTS/LTE), GSMA, OMA |
| MAN       | IEEE 802.16d WiMax                                | ETSI HiperMAN & HiperACCESS     |
| PAN       | IEEE UWB, Bluetooth, Wi-Media, BTSIG, MBOA        | ETSI HiperPAN                   |
| LAN       | IEEE 802.11 Wi-Fi Alliance                        | ETSI-BRAN HiperLAN2             |

| Norme         | Description                                    | Remarque                                |
| ------------- | ---------------------------------------------- | --------------------------------------- |
| IEEE 802.11a  | Spectre de radiofréquences 5 GHz               | Incompatible avec le spectre 2,4 GHz    |
| IEEE 802.11b  | Spectre de radiofréquences 2,4 GHz             | Débit maximum de 11 Mbit/s              |
| IEEE 802.11g  | Spectre de radiofréquences 2,4 GHz             | Débit maximum de 56 Mbit/s              |
| IEEE 802.11n  | Spectre de radiofréquences 2,4 GHz et 5 GHz    | Débit maximum de 540 Mbit/s             |
| IEEE 802.11ac | Spectre de radiofréquences 5 GHz               | Débit maximum (théorique) de 1,3 Gbit/s |
| IEEE 802.11ax | Spectre de radiofréquences 2,4 GHz, 5 et 6 GHz | Débit maximum (théorique) de 4,8 Gbit/s |

En France, c'est l'ANFR et l'ARCEP (anciennement ART) qui gèrent l'attribution et la vente éventuelle des fréquences radio.

## Caractéristiques des principales normes et bandes de fréquence
|                | IEEE 802.11b                                     | IEEE 802.11a/11ac                                | IEEE 802.11g /11n                                | HiperLAN 1        | HiperLAN 2        | Bluetooth         | ZigBee                                    |
| -------------- | ------------------------------------------------ | ------------------------------------------------ | ------------------------------------------------ | ----------------- | ----------------- | ----------------- | ----------------------------------------- |
| Fréquence      | Bande 2,4 GHz ISM                                | Bande 5 GHz ISM                                  | Bande 2,4 GHz ISM                                | Bande 2,4 GHz ISM | Bande 5 GHz ISM   | Bande 2,4 GHz ISM | Bande 2,4 GHz ISM + Bande 868+902-928 MHz |
| Technologies   | DSSS                                             | OFDM                                             | OFDM                                             | Narrowband        | OFDM              | FHSS              | DSSS                                      |
| Débit maximal  | 11 Mbit/s                                        | 54 Mbit/s / 1,3 Gbit/s                           | 54 Mbit/s / 540 Mbit/s                           | 23,5 Mbit/s       | 54 Mbit/s         | 1 à 3 Mbit/s      | 20 kbit/s à 250 kbit/s                    |
| Débit effectif | Environ 6 Mbit/s                                 | Environ 30 Mbit/s / environ 400 Mbit/s           | Environ 16 Mbit/s / environ 150 Mbit/s           | Environ 20 Mbit/s | Environ 35 Mbit/s | 0,7 à 2 Mbit/s    | 250 kbit/s                                |
| Portée         | Maximum 50 m au débit maximal 500 m débit réduit | Maximum 30 m au débit maximal 500 m débit réduit | Maximum 30 m au débit maximal 500 m débit réduit | Maximum 150 m     | Maximum 150 m     | 10 à 100 m        | Maximum 10 m                              |
| Disponibilité  | Mondiale                                         | Mondiale                                         | Mondiale                                         | Européenne        | Non déployé       | Mondiale          | Mondiale                                  |